# Вест Колеџ Корнер (Индијана)
Вест Колеџ Корнер (енгл. West College Corner) град је у америчкој савезној држави Индијана.

## Демографија
По попису из 2010. године број становника је 676, што је 42 (6,6%) становника више него 2000. године.
| Група             | 2000.       | 2010.       |
| Белци             | 622 (98,1%) | 659 (97,5%) |
| Афроамериканци    | 0 (0,0%)    | 2 (0,3%)    |
| Азијати           | 0 (0,0%)    | 0 (0,0%)    |
| Хиспаноамериканци | 1 (0,2%)    | 4 (0,6%)    |
| Укупно            | 634         | 676         |